# Канталупа (растение)

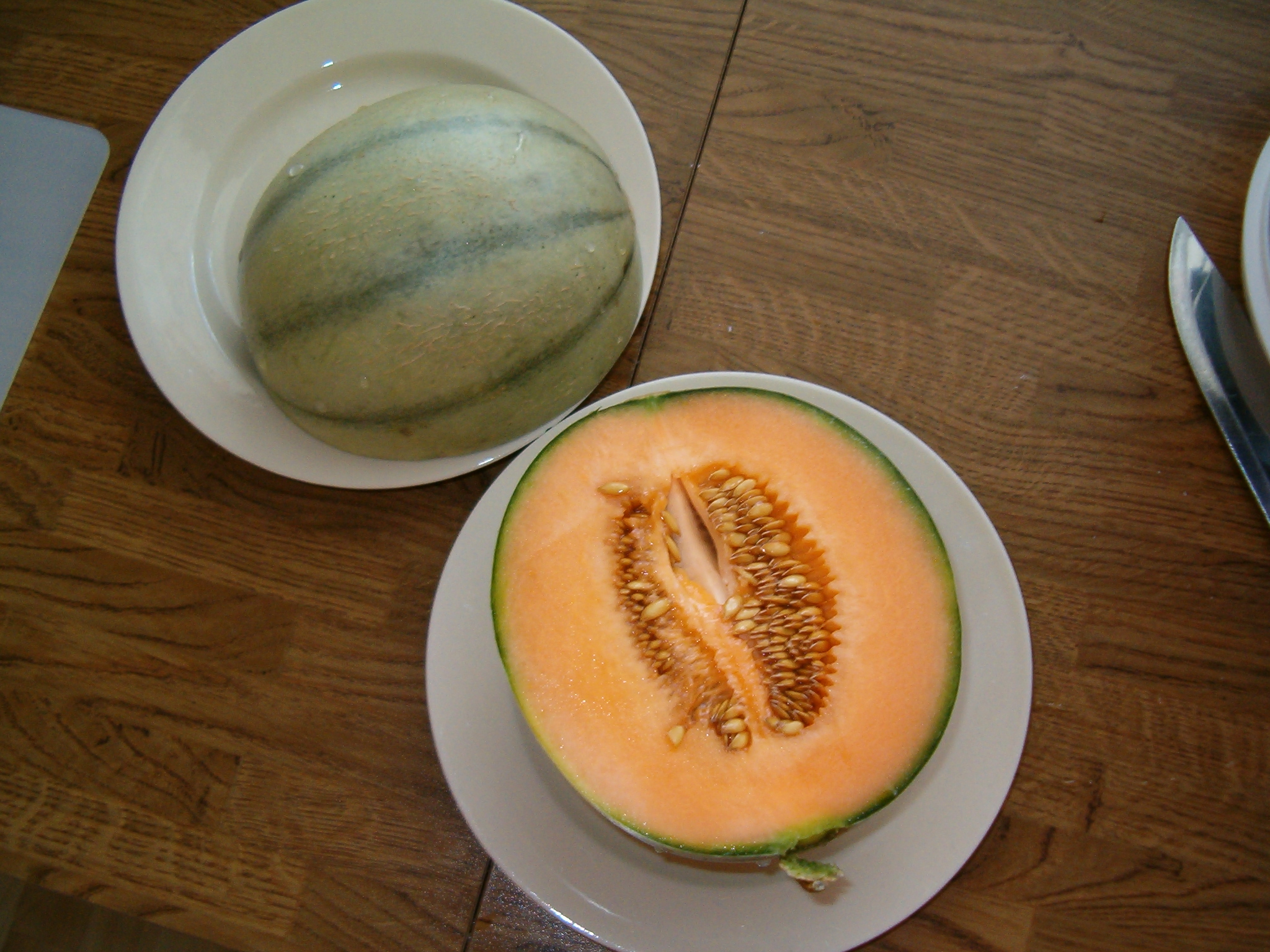
Шарантская дыня

Канталупа (Cucumis melo var. cantalupensis) — растение семейства Тыквенные (Cucurbitaceae), одна из групп сортов дыни. Включает в себя европейские канталупы, такие как шарантская дыня, галия и алжирская дыня. В Северной Америке «канталупами» называют дыни другой разновидности Cucumis melo var. reticulatus.
Плоды канталупы обычно круглой формы, часто довольно ребристые, с гладкой или бугристой полосатой кожурой. В длину, как правило, 15—25 см. Обладают ярко выраженным ароматом, мякоть плода оранжевого цвета.
Кора толстая, мякоть плотная, маслянистая, ароматная, но мало сладкая (обычно потребляются с сахаром). Канталупа наиболее пригодна для северных районов, а также для парников.
Транспортабельны, но долгое хранение противопоказано.
В XV веке римские миссионеры привезли с собой из Армении (скорее всего Киликийской) семена дынь и возделывали их в папском имении «Канталуппи». Оттуда они попали во Францию и стали прародителями канталуп. Эти дыни были вероятно сорта типа Адана.
В настоящее время канталупы — широко возделываемый вид дынь как в Старом, так и в Новом Свете.
В статье БСЭ второго издания (1953) отмечалось, что канталупы в СССР имеют небольшое распространение, так как по вкусовым качествам хуже районированных южных сортов. Приводятся такие сорта: «канталупа ленинградская», «подмосковная Черепанина», «канталупа московская», «превосходная ВИР», «прескотт», «кармелитская».